# Spencer (Nova York)
Spencer és una població dels Estats Units a l'estat de Nova York. Segons el cens del 2000 tenia 731 habitants.

## Demografia
Segons el cens del 2000, Spencer tenia 731 habitants, 295 habitatges, i 199 famílies. La densitat de població era de 274 habitants per km².
Dels 295 habitatges en un 33,6% hi vivien nens de menys de 18 anys, en un 48,8% hi vivien parelles casades, en un 15,6% dones solteres, i en un 32,5% no eren unitats familiars. En el 28,5% dels habitatges hi vivien persones soles el 7,8% de les quals corresponia a persones de 65 anys o més que vivien soles. El nombre mitjà de persones vivint en cada habitatge era de 2,46 i el nombre mitjà de persones que vivien en cada família era de 2,98.
Per edats la població es repartia de la següent manera: un 27,4% tenia menys de 18 anys, un 6,8% entre 18 i 24, un 27,2% entre 25 i 44, un 26% de 45 a 60 i un 12,6% 65 anys o més.
L'edat mediana era de 37 anys. Per cada 100 dones de 18 o més anys hi havia 79,4 homes.
La renda mediana per habitatge era de 32.955 $ i la renda mediana per família de 37.222 $. Els homes tenien una renda mediana de 28.125 $ mentre que les dones 21.900 $. La renda per capita de la població era de 15.925 $. Entorn del 10,6% de les famílies i el 14,1% de la població estaven per davall del llindar de pobresa.